# Мнацаканян, Альберт Грачяевич
Альберт Грачяевич Мнацаканян (9 сентября 1999 года, Вагаршапат, Армения) — российский и армянский футболист, полузащитник клуба «Ван» (Чаренцаван).

## Биография

### Клубная карьера
Воспитанник московского «Спартака». Начинал свою взрослую карьеру в армянском клубе первой лиги «Ереван». В 2019 году пополнил состав восстановленного московского «Арарата», но летом того же года заключил контракт уже с ереванским «Араратом». Дебютный матч в армянской Премьер-Лиге провёл 21 июня 2020 года. В этот день его команда дома уступила «Алашкерту» со счётом 1:3.
В конце сентября 2020 года перешёл в российский клуб ФНЛ «Текстильщик» (Иваново). Дебютировал за команду 21 октября в матче элитного группового этапа Кубка России против тульского «Арсенала» (0:0, 3:4 по пенальти). В марте 2022 года, после ухода из команды, заключил контракт с «Алашкертом».
В начале июля 2022 года стал игроком клуба «Кубань Холдинг» из станицы Павловской, в составе которого дебютировал 24 числа того же месяца, выйдя на замену во втором тайме в поединке первенства. 14 ноября того же года, по завершении трудового договора, был исключён из заявки павловского коллектива.

### Национальная сборная
В 2016 году играл за юношеские сборные Армении до 17 и до 19 лет.

## Достижения
- 2-е место в первой лиге Армении: 2018/19[англ.].